# (16781) Renčín
(16781) Renčín est un astéroïde de la ceinture principale.

## Description
(16781) Rencin est un astéroïde de la ceinture principale. Il fut découvert le 12 décembre 1996 à l'Observatoire Kleť par Miloš Tichý et Zdeněk Moravec. Il présente une orbite caractérisée par un demi-grand axe de 3,16 UA, une excentricité de 0,15 et une inclinaison de 2,4° par rapport à l'écliptique.

## Compléments